# Kinh Vệ-đà

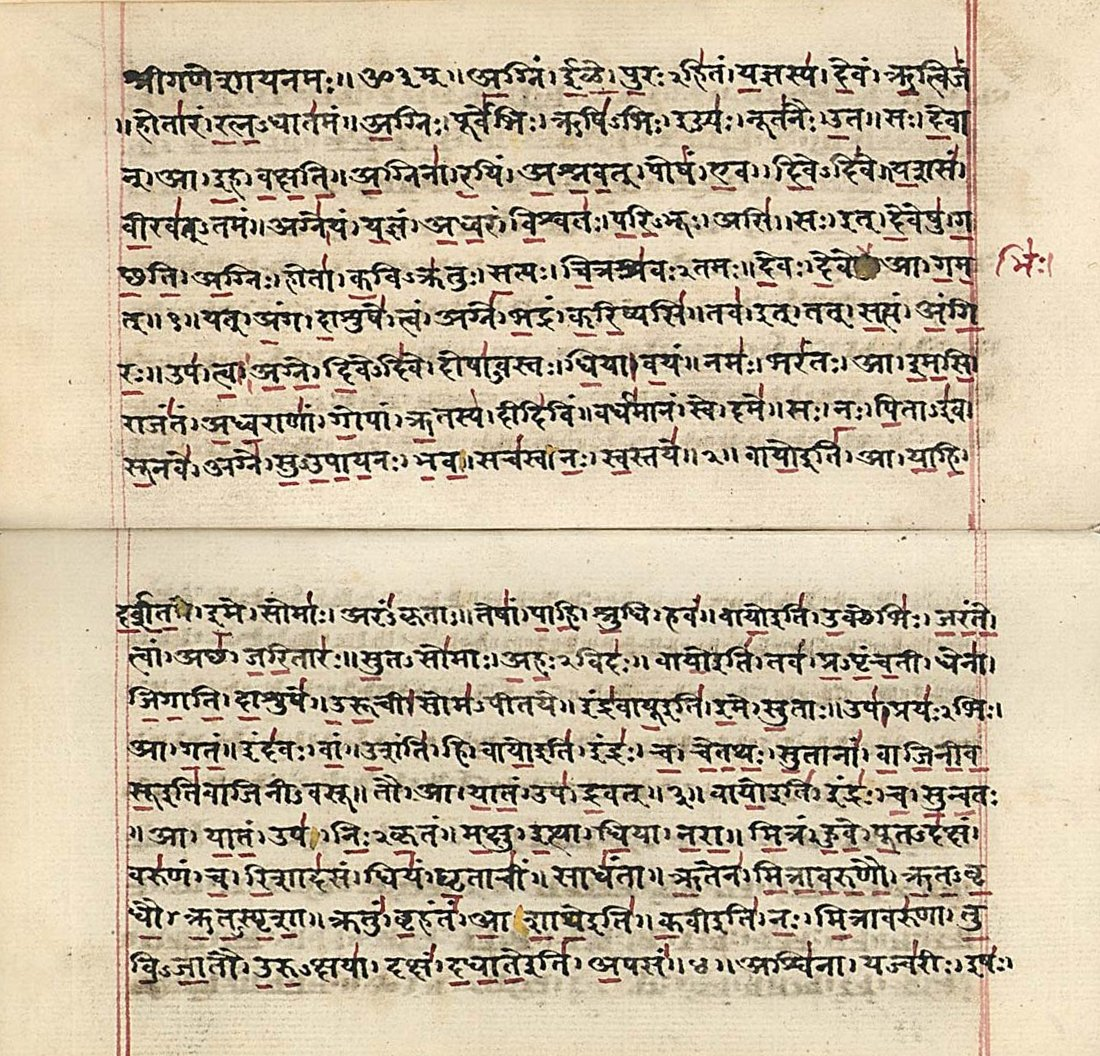
Kinh Vệ-đà tiếng Phạn in trên giấy thế kỷ 19

Kinh Vệ-đà, hay Phệ-đà (tiếng Phạn: वेद; tiếng Anh: Veda) xem như là cỗi gốc của giới Bà La Môn và là suối nguồn của nền văn minh Ấn Độ. Véda có nghĩa là "tri thức". Trong kinh có những bản tụng ca để ca ngợi các vị thần, như thần lửa, thần núi, thần sông... Phần lớn ca tụng những vẻ đẹp huy hoàng, tưng bừng và mầu nhiệm của cuộc sống trong vũ trụ.
Toàn thể bộ kinh được hợp lại từ nhiều phần gọi là sambitâ, gồm bốn tạng: 
1. Rig Véda: thi tụng cái biết, bao gồm gần mười quyển, với 1028 tụng ca mà bài cổ nhất có từ thế kỷ 15 trước Công nguyên và những bài gần nhất cũng khoảng thế kỷ thứ 10 trước Công nguyên. Những vị thần được ca tụng nhiều nhất là Indra, Varuna và Agni.
2. Sâma Véda: ca vịnh thần chú, gồm 585 khổ thơ, tương ứng với các giai điệu được dùng trong những tụng ca hiến tế (hymmes des sacrifices).
3. Yayur Véda: là một chuỗi các công thức hàm chứa những nghi lễ khác nhau (nghi lễ dâng trăng tròn, trăng mới, nghi lễ dâng các vong nhân, dâng thần lửa, dâng bốn mùa..)
4. Atharva Véda: triển khai ý nghĩa ba bộ kinh kia - gồm các bài thuyết giáo, có nội dung thiết thực và triết học. Các bài thuyết giáo chứa đựng thông điệp tâm linh căn bản của Ấn Độ giáo [1]. Atharva Véda được lấy tên từ các vị tư tế xưa chuyên lo việc cúng thần lửa, gọi là các Atharvan, gồm những câu phù chú ma thuật và những phù chú trừ ma yểm quỷ.

Trong phần Rig Véda, người ta nhắc đến những con người tự coi là "vượt lên trên cõi trần" (được gọi là các yogin, du-già sư). Khi uống một thứ nước gây say là soma, họ khổ luyện và tự thôi miên và gây nên trạng thái xuất thần và lên đồng. Khi đó, họ tự coi là những người thần thánh nhập vào họ và họ tin rằng mình được ban cho những quyền lực thiên nhiên.
Tư tưởng chủ yếu của Vệ Đà được biến đổi từ Đa thần qua Nhất thần, từ Nhất thần sang lãnh vực Triết học ngang qua ba thời đại: Vệ Đà Thiên Thư (Veda), Phạm thư (Brahman) và Áo nghĩa thư (Upanishad).
Thời đại Vệ Đà kéo dài từ khoảng thời gian 1200 năm trước CN đến 800 năm sau CN, là một thời gian dài phát triển và có nhiều đổi thay. Xã hội của người Aryan, một bộ tộc Âu-Ấn xuống đến tiểu lục địa Ấn Độ vào thời gian đầu và hình thành một nền tảng xã hội dựa trên tôn giáo, mà tầng lớp lãnh đạo trên hết là giới tu sĩ, còn được gọi là Bà La Môn .